# Franz Xaver Hoch

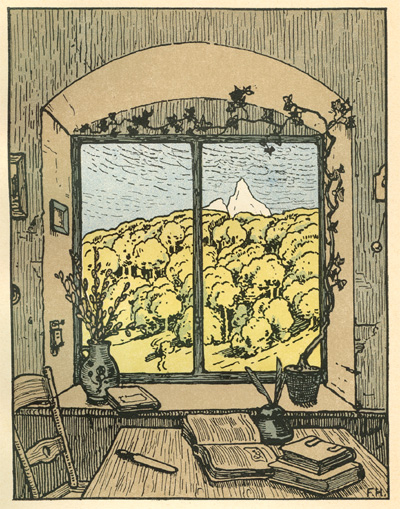
Franz Xaver Hoch: Fensterbild. Farblithografie, 1903

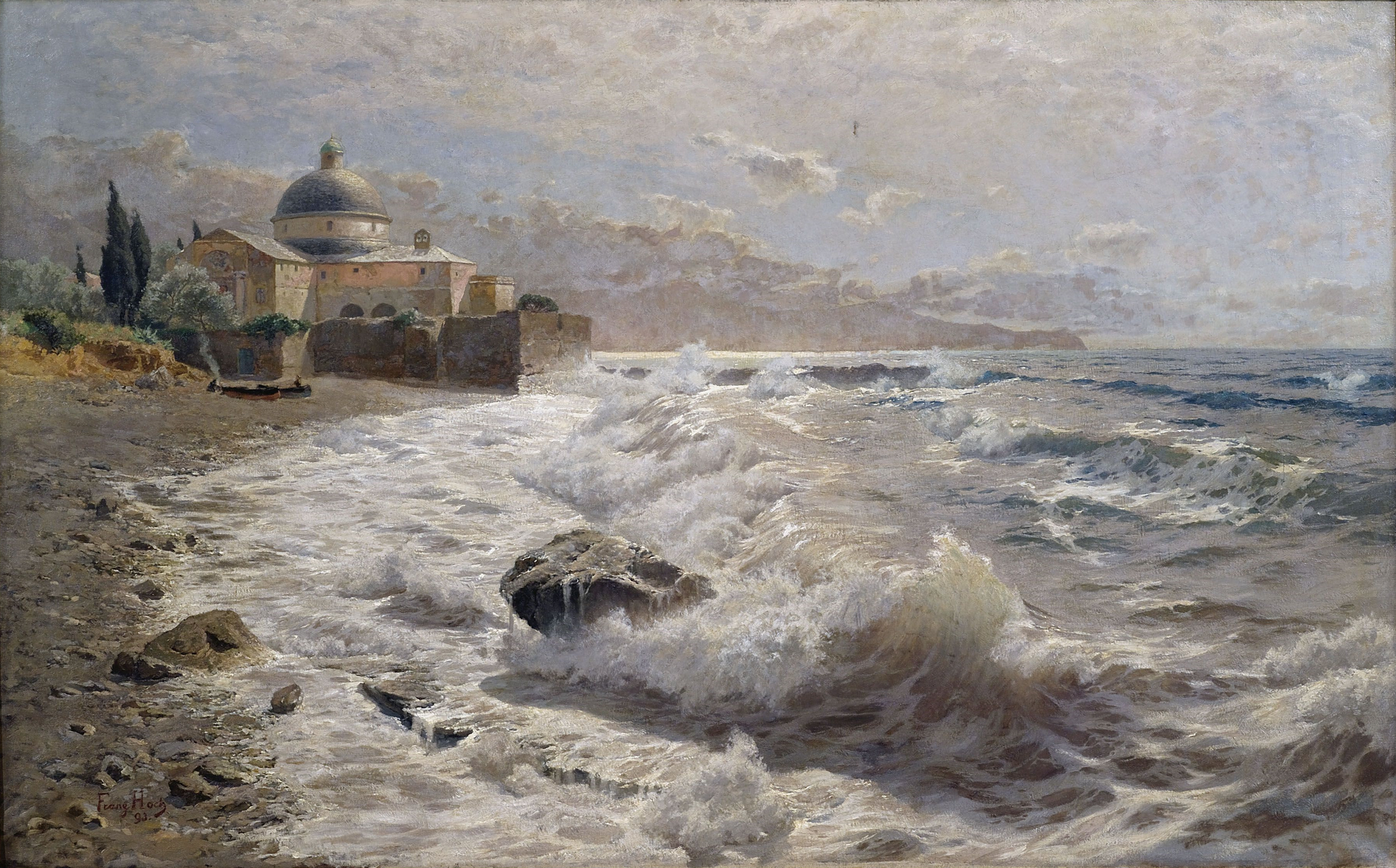
Italienische Küstenlandschaft mit Klosteranlage, 1893

Franz Xaver Hoch (* 15. Mai 1869 in Freiburg im Breisgau; † 18. Juni 1916 in Châtas) war ein deutscher Landschaftsmaler und Grafiker.

## Leben
Franz Xaver Hoch war ein Schüler von Emil Lugo und Gustav Schönleber. Seine stilisierende Naturwiedergabe bildete er unter dem Einfluss von Leopold von Kalckreuth aus. Er pflegte die Landschaftsradierung und Farblithografie; im Verlag G. B. Teubner (Leipzig) publizierte er Künstler-Steinzeichnungen. Groß geworden an der Karlsruher Kunstakademie, siedelte er 1898 nach München über, wo er der Künstlervereinigung Scholle nahestand. In seinen Stimmungslandschaften „von großzügiger Vereinfachung“ nahm er Motive aus dem Schwarzwald, der Eifel, besonders aber aus den Alpen auf.
Franz Xaver Hoch war Mitglied im Deutschen Künstlerbund.
Er starb im Ersten Weltkrieg an der Westfront in den Vogesen.